# Martin Bartek
Martin Bartek (ur. 17 lipca 1980 w Zwoleniu) – słowacki hokeista, reprezentant Słowacji.

## Kariera
- HKm Zwoleń U18 (1995-1996)
- HKm Zwoleń U20 (1995-1996)
- King's-Edgehill School (1996-1997)
- Rouyn-Noranda Huskies (1997)
- Sherbrooke Faucons (1997-1998)
- Rimouski Océanic (1998)
- HKm Zwoleń II (1998)
- HKm Zvolen (1998-1999)
- Moncton Wildcats (1999-2000)
- New Orleans Brass (2000-2001)
- Milwaukee Admirals (2001-2002)
- Cincinnati Cyclones (2002)
- Pensacola Ice Pilots (2002)
- Richmond Renegades (2002)
- Louisiana IceGators (2003)
- HC Zlín (2003)
- HKm Zwoleń (2003-2004)
- Lukko (2004)
- Slovan Bratysława (2004-2005)
- Mietałłurg Nowokuźnieck (2004-2005)
- HKm Zwoleń (2005-2006)
- Füchse Duisburg (2006-2007)
- Leksand (2007)
- Moskitos Essen (2007-2008)
- Kassel Huskies (2008-2009)
- Kölner Haie (2009-2010)
- HC Pardubice (2010-2013)
- Bílí tygři Liberec (2013-2015)
- HC Energie Karlowe Wary (2015-2016)
- Eispiraten Crimmitschau (2016-2017)
- HC 07 Detva (2017/2018)

Wychowanek HKm Zvolen. W 1996 wyjechał do USA, a od 1997 grał w Kanadzie, gdzie przez cztery sezony grał w juniorskich rozgrywkach QMJHL w ramach CHL. W drafcie NHL z 1998 został wybrany przez Nashville Predators. Następnie grał w amerykańskich ligach ECHL, IHL, AHL, zaś nigdy nie zadebiutował w elitarnej NHL. W 2003 powrócił do Europy i od tego czasu grał w kilku ligach, w tym w rozgrywkach fińskich SM-liiga, niemieckich Deutsche Eishockey Liga i 2. Bundesligisłowackiej i czeskiej ekstraligi. Od maja 2013 zawodnik HC Pardubice, związany trzyletnim kontraktem. W lutym wypożyczony do HC Energie Karlowe Wary. W kwietniu 2015 wypożyczenie zostało przedłużone o dwa lata. Zwolniony pod koniec września 2015. W listopadzie 2015 powrócił do tej drużyny. Od października 2016 zawodnik niemieckiego Eispiraten Crimmitschau|. Od października 2017 zawodnik HC Detva.
Uczestniczył w turnieju mistrzostw świata w 2013.

## Sukcesy
Reprezentacyjne
- Brązowy medal mistrzostw świata juniorów do lat 20: 1999

Klubowe
- Srebrny medal mistrzostw Słowacji: 2004 z HKm Zwoleń
- Złoty medal mistrzostw Słowacji: 2005 ze Slovanem
- Brązowy medal mistrzostw Czech: 2011 z HC Pardubice
- Złoty medal mistrzostw Czech: 2012 z HC Pardubice

Indywidualne
- ECHL 2000/2001:
  - Skład gwiazd pierwszoroczniaków
- Ekstraliga słowacka 2003/2004:
  - Pierwsze miejsce w klasyfikacji strzelców w sezonie zasadniczym: 38 goli
  - Pierwsze miejsce w klasyfikacji kanadyjskiej w sezonie zasadniczym: 74 punkty
  - Skład gwiazd
- 2. Bundesliga 2007/2008:
  - Pierwsze miejsce w klasyfikacji strzelców w sezonie zasadniczym: 44 gole
  - Pierwsze miejsce w klasyfikacji asystentów w sezonie zasadniczym: 55 asyst
  - Pierwsze miejsce w klasyfikacji kanadyjskiej w sezonie zasadniczym: 99 punktów
- DEL (2008/2009):
  - Mecz gwiazd
- Ekstraliga słowacka w hokeju na lodzie (2011/2012):
  - Pierwsze miejsce w klasyfikacji strzelców w fazie play-off: 44 gole